# Antonówka (rejon łucki)
Antonówka (ukr. Антонівка) – wieś położona na Ukrainie, w rejonie łuckim, w obwodzie wołyńskim, w 2001 r. liczyła 274 mieszkańców.